# Aizarnazabal
Aizarnazabal en basque ou Aizarnazábal en espagnol est une commune du Guipuscoa dans la communauté autonome du Pays basque en Espagne.

## Géographie
Le village est situé dans la vallée de la rivière Urola et limité au nord par Zumaia, Zestoa au sud et à l'ouest et Aia à l'est.

## Personnalités
- Juan de Mancisidor: Membre du Conseil de guerre durant le règne de Philippe III d'Espagne et secrétaire des états et armées de Flandres au XVIIe siècle.

### Sources
- (es) Cet article est partiellement ou en totalité issu de l’article de Wikipédia en espagnol intitulé « Aizarnazábal » (voir la liste des auteurs).